# Liu Fang
Liu Fang (čínsky: 劉芳; pchin-jin: Liú Fāng; * 1974 v provincii Jün-nan) je virtuoska hrající na nástroj pchi-pcha, což je druh čínské loutny. Rovněž hraje na ku-čeng, druh čínské citery. Narodila se v Číně v roce 1974 a na pipa začala hrát v šesti letech. V roce 1993 ukončila studium na Šanghajské konzervatoři. Později se přestěhovala do Kanady a v roce 1996 zde započala svou mezinárodní kariéru sólistky.

## Ocenění
- Future Generations Millennium Prize, červen 2001[1]
- Academie Charles Croc award, 2006 [2]

## Diskografie

### Sólová alba
- The soul of pipa, vol. 3 : Pipa Music from Chinese folk traditions, Philmultic, 2006
- Emerging Lotus : Chinese traditional guzheng music, Philmultic, 2005
- The soul of pipa, vol. 2 : Chinese classical Pipa Music: from the ancient to the recent, Philmultic, 2003
- The soul of pipa, vol. 1 : Chinese Pipa Music from the classical tradition, Philmultic, Canada, 2001
- Chinese Traditional Pipa Music : Oliver Sudden Productions Inc, Canada/USA, 1997

### Duety a spolupráce
- Along the Way - Duo pipa & violin : Philmultic, 2010
- Changes - Duo pipa & Guitar : Philmultic, 2008
- Le son de soie : Accords-Croisés/Harmonia Mundi, Paris, 2006
- Mei Hua - Fleur de prunier : ATMA Classique, Canada, 2004
- Arabic and Chinese music : Liu Fang et Farhan Sabbagh, Philmultic, 2000
- Musique chinoise : Solo, duo, et avec orchestre de chambre, Philmultic, 1999